# Jan van Horne (1480-1540)
Jan van Horne (na 1480? - 10 december 1540) was de vierde graaf van Horne van 1531 tot 1540.
Hij was een zoon van graaf Jacob II van Horne en Johanna van Brugge, een dochter van Lodewijk van Gruuthuse.
Als jongere zoon begon hij aan een kerkelijke carrière, terwijl zijn broer Jacob hun vader opvolgde. Jan bekleedde de invloedrijke positie van proost van het Kapittel van Sint-Lambertus in Luik en leek kandidaat voor het ambt van prins-bisschop, functie die al door zijn oom Johan van Horne was vervuld.
Toen bleek dat zijn broer Jacob III uit drie opeenvolgende huwelijken geen erfgenaam voor het graafschap Horne zou voortbrengen, en Jan voor de opvolging moest zorgen, verliet hij de geestelijke stand, met dispensatie van 'Rome', en trouwde met Anna van Egmont, dochter van Floris van Egmont.
Zij was eerder al getrouwd geweest met Jozef van Montmorency, van wie ze vier kinderen had.
Na de dood van zijn broer in Vercelli werd hij zelf graaf van Horne, heer van Heusden, Altena en Weert. Zijn huwelijk bleef echter kinderloos. Na toestemming van zijn leenheer, de Luikse prins-bisschop Cornelis van Bergen, vermaakte hij bij testament het graafschap Horne aan de oudste zoon van zijn vrouw, Filips van Montmorency.
Net als zijn broer Jacob III van Horne schonk hij omstreeks 1530 een gebrandschilderd raam aan de Sint-Jacobskerk in Luik. Op het bewaard gebleven raam is hijzelf als donor afgebeeld, gehuld in een wapenrok met het wapen van Horne en knielend voor een beeld van Maria met kindje Jezus. Achter hem staat Sint-Lambertus, de patroonheilige van de Sint-Lambertuskathedraal, waarvan Van Horne proost was.

## Voorouders
| Voorouders van Jan van Horne | Voorouders van Jan van Horne                                         | Voorouders van Jan van Horne                                         | Voorouders van Jan van Horne                                         | Voorouders van Jan van Horne                                         | Voorouders van Jan van Horne                                         | Voorouders van Jan van Horne                                         | Voorouders van Jan van Horne                                         | Voorouders van Jan van Horne                                         |
| ---------------------------- | -------------------------------------------------------------------- | -------------------------------------------------------------------- | -------------------------------------------------------------------- | -------------------------------------------------------------------- | -------------------------------------------------------------------- | -------------------------------------------------------------------- | -------------------------------------------------------------------- | -------------------------------------------------------------------- |
| Overgrootouders              | Willem VIII van Horne (1391-1433) ∞ Johanna de Montigny (1392-1427)  | Willem VIII van Horne (1391-1433) ∞ Johanna de Montigny (1392-1427)  | Frederik van Meurs (1376-1448) ∞ Engelberta van Kleef (1380-1458)    | Frederik van Meurs (1376-1448) ∞ Engelberta van Kleef (1380-1458)    | Jan IV van Brugge (-1438) ∞ Margriet van Steenhuyse (-)              | Jan IV van Brugge (-1438) ∞ Margriet van Steenhuyse (-)              | Hendrik II van Borselen (1404-1474) ∞ Johanna van Halewijn (-1467)   | Hendrik II van Borselen (1404-1474) ∞ Johanna van Halewijn (-1467)   |
| Grootouders                  | Jacob I van Horne (1426-1488) ∞ Johanna van Meurs (1420-1461)        | Jacob I van Horne (1426-1488) ∞ Johanna van Meurs (1420-1461)        | Jacob I van Horne (1426-1488) ∞ Johanna van Meurs (1420-1461)        | Jacob I van Horne (1426-1488) ∞ Johanna van Meurs (1420-1461)        | Lodewijk van Gruuthuse (1422-1492) ∞ Margaretha van Borssele (–1510) | Lodewijk van Gruuthuse (1422-1492) ∞ Margaretha van Borssele (–1510) | Lodewijk van Gruuthuse (1422-1492) ∞ Margaretha van Borssele (–1510) | Lodewijk van Gruuthuse (1422-1492) ∞ Margaretha van Borssele (–1510) |
| Ouders                       | Jacob II van Horne (1440-1521) ∞ 1464 Johanna van Brugge (1445-1471) | Jacob II van Horne (1440-1521) ∞ 1464 Johanna van Brugge (1445-1471) | Jacob II van Horne (1440-1521) ∞ 1464 Johanna van Brugge (1445-1471) | Jacob II van Horne (1440-1521) ∞ 1464 Johanna van Brugge (1445-1471) | Jacob II van Horne (1440-1521) ∞ 1464 Johanna van Brugge (1445-1471) | Jacob II van Horne (1440-1521) ∞ 1464 Johanna van Brugge (1445-1471) | Jacob II van Horne (1440-1521) ∞ 1464 Johanna van Brugge (1445-1471) | Jacob II van Horne (1440-1521) ∞ 1464 Johanna van Brugge (1445-1471) |
| Jan van Horne (-1540)        |                                                                      |                                                                      |                                                                      |                                                                      |                                                                      |                                                                      |                                                                      |                                                                      |